# Стара апотека
Стара апотека је зграда која се налази у Крупњу, преко пута спомен цркве Св. Вазнесења Господњег, грађена је у периоду од 1899. до 1900. године, као вила Аце и Пере Деспића из Беча, тадашњих закупаца крупањских рудника.
Зграда апотеке представља грађевину малих димензија, ширег приземља са малим тремом и узаним спратом, саграђена је у „немачком стилу” (комбинација опеке и дрвених греда). Ова зграда је значајна за историју Крупња као једина неоштећена после паљења вароши 21. октобра 1941. године, која је тада била власништво Аустријанца Франца Циглера. По завршетку Другог светског рата зграда је мењала намену, била је апотека, библиотека, да би на крају остала стамбени објекат.